# Alandrote
Alandrote (em armênio: Աղանդ-ռոտ, Ałand-ṙot), Alvandrote (Աղվանդ-ռոտ, Ałvand-ṙot) ou Aluandrote (Աղուանդ-ռոտ, Ałuand-ṙot), segundo a Geografia de Ananias de Siracena (século VII), foi um gavar (cantão) da província da Vaspuracânia, no Reino da Armênia. Compreendia uma área de 850 quilômetros quadrados situada entre o rio Alande (atual Elande), um dos tributários do Cotur, e a vila de Nuarsaque. É possível que fosse um dos distritos do principado de Mardepetacânia, o território ancestral do mardepetes e mais tarde um grande domínio em posse da dinastia arsácida. Com a eventual anexação de Mardepetacânia pelos arzerúnidas, tornar-se-ia um dos territórios dessa família. No século X, Tomás Arzerúnio atestou que o distrito ainda existia como um dos domínios arzerúnidas.